# تري أليس
تري أليس (بالإنجليزية: Trey Ellis)‏ (1962)؛ كاتب سيناريو وروائي أمريكي.

## الجوائز
- الجوائز الأميركية للكتاب

## روابط خارجية
- تري أليس على موقع IMDb (الإنجليزية)
- تري أليس على موقع ألو سيني (الفرنسية)
- تري أليس على موقع أول موفي (الإنجليزية)
- تري أليس على موقع قاعدة بيانات الفيلم (الإنجليزية)
- تري أليس على موقع كينوبويسك (الروسية)